# Patty Crowley
Patty Crowley (* 1913 in Chicago; † 23. November 2006 in Chicago) war eine US-amerikanische römisch-katholische Aktivistin für Geburtenkontrolle.

## Leben
Crowley studierte Rechtswissenschaften. 1937 heiratete sie Patrick Crowley und hatte vier Kinder.
Als eines von drei verheirateten Paaren nahm das Ehepaar 1962 an den Vatikanischen Beratungen zur Frage der Geburtenkontrolle in Rom teil. Ihrer Haltung, die  künstliche Empfängnisverhütung theologisch zu erlauben, wurde dort seitens der beratenden vatikanischen Kommission mehrheitlich entsprochen. In dieser Debatte kam es zu einer verbalen Auseinandersetzung mit dem spanischen Jesuiten Marcelino Zalba. Einige Jahre später jedoch verabschiedete Papst Paul VI. die Enzyklika Humanae Vitae, die dem Rat der vatikanischen Kommission nicht folgte.
Crowley war Mitgründer der Organisation Christian Family Movement (CFM). 1984 unterzeichnete Crowley die Kampagne A Catholic Statement on Pluralism and Abortion, die in der Zeitung New York Times erschien.

## Preise und Auszeichnungen (Auswahl)
- Pro Ecclesia et Pontifice Medaille von Papst Pius XII., 1957